# AMC Airlines
AMC Airlines es una aerolínea chárter con base en El Cairo, Egipto. Efectúa vuelos chárter desde Europa a los destinos turísticos de Egipto, así como vuelos chárter nacionales e internacionales para otras compañías, vuelos VIP, transporte militar y alquiler de aviones con tripulación. Su base principal es el Aeropuerto Internacional de El Cairo, con bases de operaciones en el Aeropuerto Internacional Hurghada, en el Aeropuerto Internacional Sharm el-Sheikh y en el Aeropuerto Internacional de Luxor.

## Historia
La aerolínea se fundó y comenzó a operar en 1992, después de que el gobierno egipcio aprobase la fundación de Aircraft Maintenance Cairo. En ese momento Elsayed Saber y su familia crearon AMC Aviation (AMC Airlines) después de obtener una licencia para efectuar vuelos chárter de pasajeros. Es propiedad total de Elsayed Saber y su familia y tiene 498 empleados.
La aerolínea fue inicialmente llamada 'AMC Aviation' antes de convertirse en 'AMC Airlines' en 2004.

## Destinos
AMC Airlines efectúa vuelos chárter desde Asuán, Hurghada, Luxor y Sharm el Sheikh a varios puntos de Europa.
En 2011 la aerolínea opera vuelos chárter y regulares a los siguientes países desde Egipto:
- Francia
- Dinamarca
- Estonia
- Polonia
- Irlanda
- Italia
- España
- Bélgica
- Países Bajos
- Turquía
- Reino Unido

## Flota

### Flota Actual

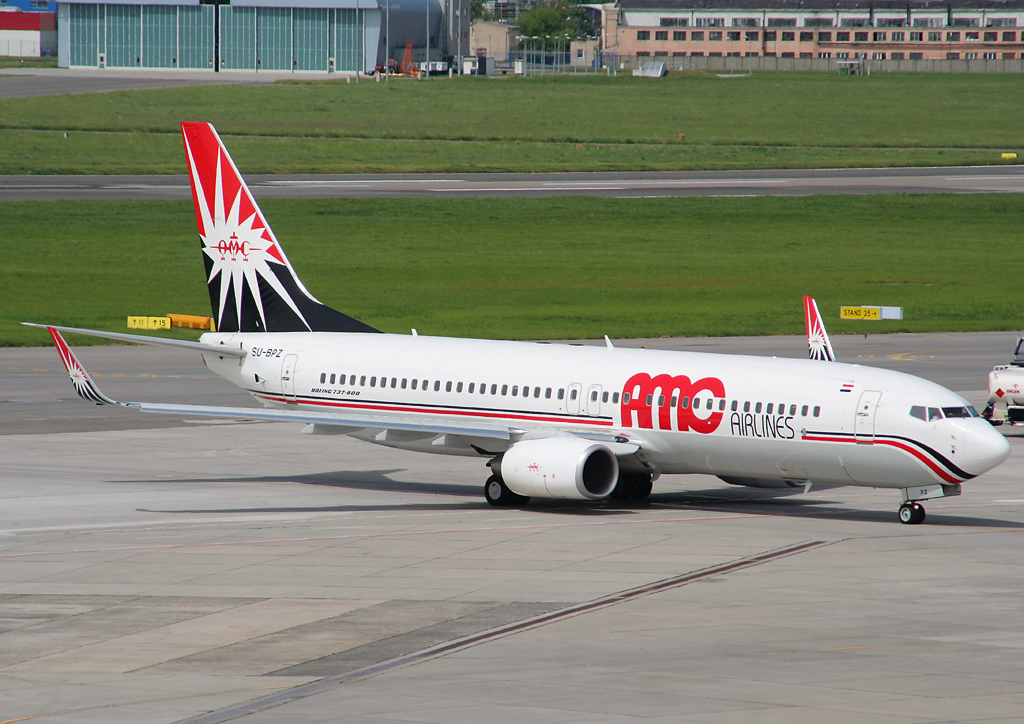
Boeing 737-800 de AMC Airlines.

La compañía AMC Airlines tiene una flota que incluye los siguientes aviones, con una edad media de 15.2 años (a agosto de 2022):
Desde 2006 la aerolínea alquila frecuentemente aviones Boeing 737-800 de Eurocypria. A febrero de 2010, la aerolínea tiene alquilados dos aviones de la compañía chipriota complementando a los cuatro Boeing 737-800 que tiene la compañía.